# Sphaerodactylus leonardovaldesi
Espèce
Sphaerodactylus leonardovaldesi est une espèce de geckos de la famille des Sphaerodactylidae.

## Répartition
Cette espèce est endémique de Roatán dans les îles de la Bahía au Honduras.

## Étymologie
Cette espèce est nommée en l'honneur de Leonardo Valdés Orellana.

## Publication originale
- McCranie & Hedges, 2012 : Two new species of geckos from Honduras and resurrection of Sphaerodactylus continentalis Werner from the synonymy of Sphaerodactylus millepunctatus Hallowell (Reptilia, Squamata, Gekkonoidea, Sphaerodactylidae). Zootaxa, n. 3492, p. 65–76.